# Акопян, Татев
Татев Акопян (род. 21 марта 1996) — армянская тяжелоатлетка, выступающая в весовой категории до 87 килограммов. Призёр чемпионатов Европы.

## Биография
Татев Акопян родилась 21 марта 1996 года.

## Карьера
Татев Акопян заняла тринадцатое место на молодёжном чемпионате мира 2013 года в весовой категории до 69 килограммов, подняв 165 кг. В том же году она стала третьей на чемпионате Европы до 17 лет с результатом 170 кг.
На чемпионате Европы среди юниоров 2014 года она выступала в весовой категории до 75 килограммов и стала пятой, подняв в сумме 201 килограмм (93 + 108).
В 2017 году Татев завоевала бронзовую медаль в весовой категории до 90 килограммов на чемпионате Европы в Сплите. Она подняла 105 килограммов в рывке и 125 кг в толчке, показав лучший результат на международных стартах в карьере.
В 2018 году она участвовала в новой весовой категории до 81 кг на чемпионате мира 2018 года в Ашхабаде, где ей не удалось показать успешный результат в рывке и она завершила соревнования.
В 2019 году Акопян выиграла серебряную медаль на чемпионате Европы до 23 лет в Бухаресте в весовой категории до 87 кг. В том же году Татев выиграла золотую медаль на Международном Кубке Катара, который прошел в Дохе. Армянская тяжелоатлетка подняла 232 килограмма.
В Ереване, на чемпионате Европы 2023 года в категории до 76 кг Татев завоевала серебряную медаль с результатом 226 кг по сумме двух упражнений. В упражнении рывок она сумела взять серебро, а в упражнении толчок ей досталась малая бронзовая медаль.
На чемпионате Европы 2025 года в Кишинёве завоевала малую серебряную медаль в упражнении "рывок" в весовой категории до 87 кг с результатом 110 кг. В итоговом протоколе стала четвёртой (232 кг).